# اچ‌ام‌سی‌اس پیکتو (کی۱۴۶)
اچ‌ام‌سی‌اس پیکتو (کی۱۴۶) (به انگلیسی: HMCS Pictou (K146)) یک کشتی بود که طول آن ۲۰۵ فوت (۶۲٫۴۸ متر) بود. این کشتی در سال ۱۹۴۱ ساخته شد.